# Yamada-kun to Lv999 no Koi wo Suru
Yamada-kun to Lv999 no Koi wo Suru (山田くんとLv999の恋をする?) es una serie de manga japonesa  escrita e ilustrada por Mashiro del género de comedia romántica. Comenzó a publicarse en el sitio web Ganma! de Comic Smart en marzo de 2019. Una adaptación de la serie al anime de Madhouse se estrenó el 2 de abril de 2023.

## Argumento
La historia sigue la vida diaria de Akane Kinoshita, una estudiante universitaria. Después de ser abandonada por su novio, ella continúa jugando al MMORPG Forest of Savior (FoS) que solían jugar juntos, y asiste a un evento presencial del juego. Allí se encuentra con un estudiante de secundaria apuesto y sin emociones llamado Akito Yamada. Yamada resulta ser miembro del mismo gremio en el juego que Akane, y después de este encuentro, Akane comienza a acercarse a otros miembros del gremio, especialmente a Yamada.

## Personajes
Akane Kinoshita (木之下 茜 Kinoshita Akane?)
 Seiyū: Inori Minase
Akane es una estudiante universitaria y una jugadora casual de FoS, que comenzó a jugar por su exnovio (quien irónicamente le fue infiel con otro jugadora del juego). Es madura, aunque a veces un poco ingenua. Tiene la costumbre de guardar cosas y dejar que se acumulen, ya que valora mucho los regalos que recibe. En FoS, usa su nombre real como apodo. Pertenece a un gremio llamado "Chocolate Rabbit".
Akito Yamada (山田 秋斗 Yamada Akito?)
 Seiyū: Koki Uchiyama
Miembro del gremio de Akane bajo el nombre de "Yamada", su avatar es un personaje masculino afro sin emociones. Akito es un estudiante de tercer año de secundaria que rara vez expresa sus emociones y pensamientos. Es popular localmente como un jugador profesional, un jugador que recibe patrocinio para jugar un juego. "FoS" es su "juego casual", aunque juega principalmente juegos de disparos en primera persona.
Eita Sasaki (佐々木 瑛太 Sasaki Eita?)
 Seiyū: Natsuki Hanae
Un estudiante universitario de 19 años que dirige el gremio "Chocolate Rabbit" bajo un avatar de chica llamada "Rurihime". Amigo de la infancia de Akito, creó el gremio para que su hermana pequeña pudiera jugar fácilmente.
Runa Sasaki (佐々木 瑠奈 Sasaki Runa?)
 Seiyū: Ai Kakuma
La hermana menor de Eita, que es el modelo de apariencia de Rurihime. Ella odia a las personas nuevas y considera a Chocolate Rabbit como su segundo hogar. Inicialmente quería expulsar a Akane después de su primer encuentro, pero en cambio se encariña con ella, apoyándola a ella y a Akito. Tiene varios personajes en FoS, uno de ellos siendo un avatar masculino guapo.
Momoko Maeda (前田 桃子 Maeda Momoko?)
 Seiyū: Saori Ōnishi
Mejor amiga de Akane a quien le gusta ir a gokon (reuniones mixtas). Es aguda, a veces sarcástica y es totalmente opuesta a Akane en términos de personalidad. Sin embargo, siempre está junto a Akane y escucha sus problemas. Parece que la razón por la que no puede tener novio es porque tiene estándares demasiado altos.
Takezo Kamota (鴨田 たけぞう Kamota Takezō?)
 Seiyū: Nobuo Tobita
El submaestro del gremio Chocolate Rabbit, bajo el nombre de "Takezo". Su avatar es una pequeña criatura similar al algodón que crece hasta el tamaño de un monstruo durante las batallas. En la vida real, es un hombre de mediana edad que es dueño de una granja de fresas y tiene inexplicablemente muchas conexiones.
Yukari Tsubaki (椿 ゆかり Tsubaki Yukari?)
 Seiyū: Rio Tsuchiya
Compañera de clase de Akito que se acerca a él después de que ambos coinciden en una batalla de un juego de disparos en primera persona (FPS).

## Contenido de la obra

### Manga
Escrita e ilustrada por Mashiro, la serie comenzó a serializarse en el sitio web Ganma! de Comic Smart el 7 de marzo de 2019. Media Factory está publicando la serie impresa bajo su sello MF Comics. Sus capítulos individuales han sido recopilados en diez volúmenes tankōbon hasta la fecha.
Mangamo está publicando la serie en inglés digitalmente al mismo tiempo que su lanzamiento en japonés. Distrito Manga obtuvo la licencia en España.

#### Lista de volúmenes
| Volúmenes de manga publicados | Volúmenes de manga publicados | Volúmenes de manga publicados |
| Número                        | Fecha de lanzamiento          | ISBN                          |
| ----------------------------- | ----------------------------- | ----------------------------- |
| 1                             | 21 de febrero de 2020         | ISBN 978-4-04-064520-9        |
| 2                             | 23 de septiembre de 2020      | ISBN 978-4-04-064954-2        |
| 3                             | 23 de marzo de 2021           | ISBN 978-4-04-680295-8        |
| 4                             | 21 de septiembre de 2021      | ISBN 978-4-04-680776-2        |
| 5                             | 22 de abril de 2022           | ISBN 978-4-04-681368-8        |
| 6                             | 21 de octubre de 2022         | ISBN 978-4-04-681914-7        |
| 7                             | 21 de abril de 2023           | ISBN 978-4-04-682409-7        |
| 8                             | 23 de octubre de 2023         | ISBN 978-4-04-683001-2        |
| 9                             | 23 de abril de 2024           | ISBN 978-4-04-683595-6        |
| 10                            | 22 de noviembre de 2024       | ISBN 978-4-04-684125-4        |

### Anime
Una adaptación de la serie al anime, se anunció durante el evento Aniplex Online Fest 2022 el 24 de septiembre de 2022. Está producida por Madhouse y dirigida por Morio Asaka, con guiones escritos por Yasuhiro Nakanishi, diseños de personajes por Kunihiko Hamada, y música compuesta por Mito y De De Mouse. La serie se estrenó el 2 de abril de 2023 en Tokyo MX y otros canales. El tema de apertura es «Gradation» (ぐらでーしょん?), interpretado por Kana-Boon junto a Yūho Kitazawa, mientras que el tema de cierre es «Trick Art» (トリック・アート?), interpretado por Ryujin Kiyoshi. Crunchyroll obtuvo la licencia de la serie fuera de Asia.

## Recepción
En el Next Manga Award de 2020, la serie ocupó el noveno lugar en la categoría de manga web. En el Next Manga Award de 2021, la serie ocupó el cuarto lugar en la categoría de manga web. En la AnimeJapan de 2021, la serie ocupó el noveno lugar en una encuesta que preguntó a las personas qué manga querían ver adaptado a un anime. En el Tsutaya Comic Award de 2021, la serie ocupó el sexto lugar. En 2022, la serie ganó el gran premio en la Tsutaya Comic Award.
La serie cuenta con 1 millón de copias en circulación entre sus lanzamientos digitales e impresos.